# Теорија завере оловки за гласање
Теорија завере оловки за гласање је теорија завере да коришћење оловака обезбеђених на британским бирачким местима омогућава да МИ5 промени изборни резултат. Промотери теорије позивају људе да користе оловку на основу тога што МИ5 отежава промену гласања. Теорија је настала из круга гласача „ЗА“ на референдуму о независности Шкотске 2014. године и била је широко распрострањен међу гласачима за„Напусти“ током референдума о чланству Уједињеног Краљевства у Европској унији 2016. године. На Твитеру су хештегови #Usepens и # Pencilgate кориштени за промовисање теорије. Према закону, бирачи могу слободно да користе оловку на гласачком месту или да понесу своју оловку.